# Leonid Aronowitsch Schwarzman

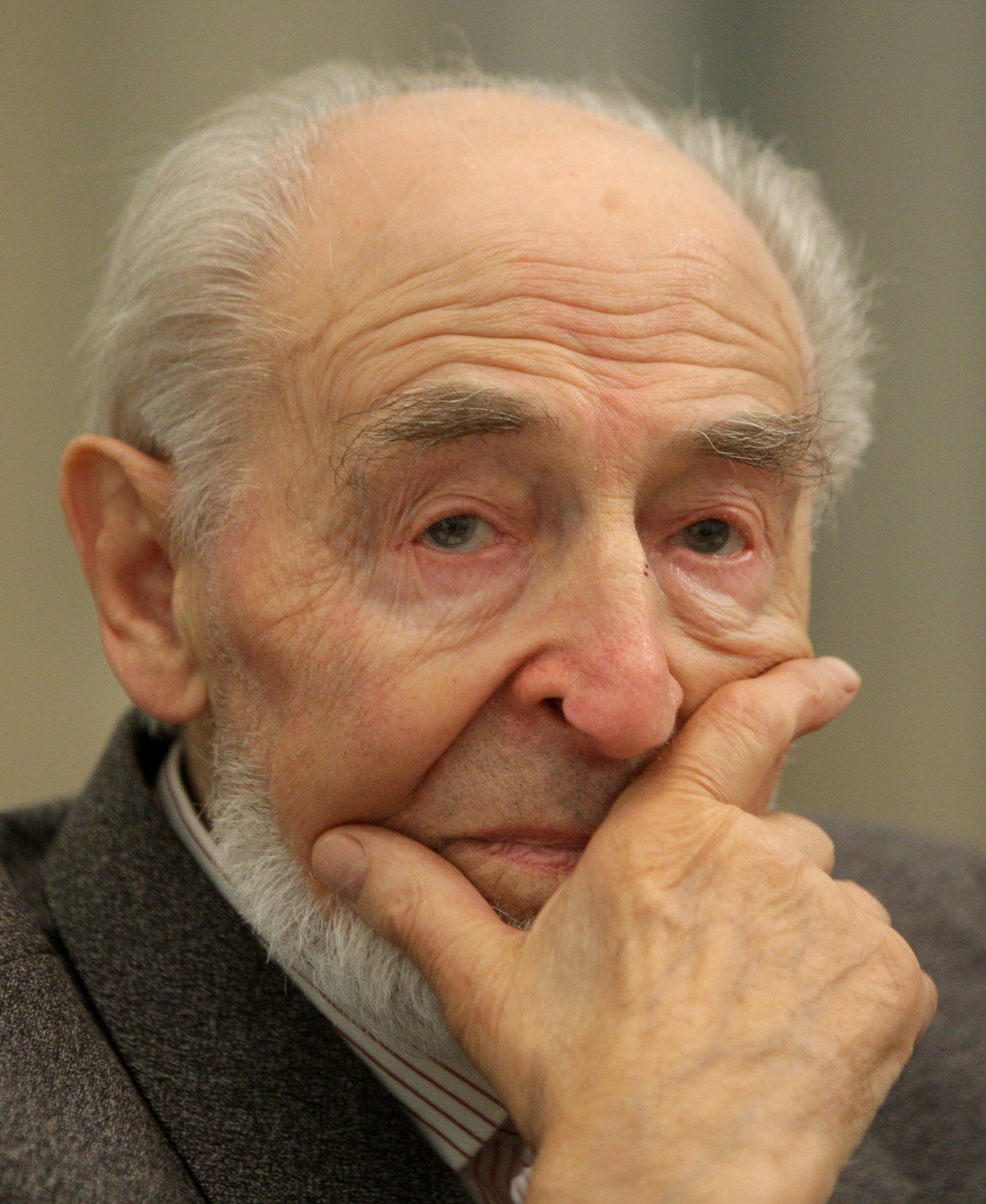
Leonid Schwarzman, 2011

Leonid Aronowitsch Schwarzman (russisch Леонид Аронович Шварцман, eigentlich Israil Aronowitsch Schwarzman russisch Изра́иль Аро́нович Шва́рцман; * 30. August 1920 in Minsk; † 2. Juli 2022 in Moskau) war ein sowjetischer und russischer Illustrator und Zeichentrickfilmer. Bekannt wurde er besonders durch die Darstellung der bekannten Kinderbuchfiguren Tscheburaschka und Krokodil Gena, deren Geschichten er auch verfilmte.

## Leben

### Frühe Jahre
Leonid Schwarzman wurde in Minsk als Sohn des Buchhalters Aron Nachmanowitsch und der Hausfrau Rachila Solomonowna (Schlimowna) Schwarzman in einer jüdischen Familie geboren. Er hatte einen älteren Bruder Nachman (* 1910) und eine Schwester Etta (* 1911). In der Familie wurde jiddisch gesprochen. Der Vater starb 1934 an den Folgen eines Verkehrsunfalls. Leonid zog schon als Jugendlicher nach Leningrad, wo bereits seine Schwester wohnte.
1941 beendete er die Schule am Staatlichen Akademischen Repin-Institut für Malerei, Bildhauerei und Architektur und wurde zur Armee einberufen. Schwarzman baute Befestigungsanlagen und arbeitete in einer mechanischen Reparaturwerkstatt.
Im November 1941 wurde entschieden, dass Spezialisten aus dem belagerten Leningrad evakuiert werden und so wurde Schwarzman nach Tichwin ausgeflogen und von dort fuhr er mit dem Zug weiter nach Tscheljabinsk. Dort arbeitete Schwarzman als Dreher in der Panzerherstellung. Später arbeitete er in einer Spezialwerkstatt an einem Porträt Sergei Kirows am Eingangsportal des Tscheljabinsker Kirow-Werks zum Jahrestag seiner Ermordung.
Die Mutter Schwarzmans, die er noch vor dem Großen Vaterländischen Krieg nach Leningrad geholt hatte, starb dort 1942 während der Blockade.
Nach dem Krieg, 1945, siedelte er nach Moskau über und studierte am Gerassimow-Institut für Kinematographie (WGIK).

### Karriere
Ab 1948 arbeitete Schwarzman im Filmstudio Sojusmultfilm, 1951 beendete er die Ausbildung am WGIK mit dem Diplom als Trickfimkünstler (художник-постановщик мультфильмов) und im gleichen Jahr begann er die Zusammenarbeit mit dem Trickfilmer Alexander Winokurow (1922–2002). Ab 1963 begann er eigenständig zu arbeiten, ab 1975 auch als Regisseur.
Schwarzman wurde insbesondere dafür bekannt, dass er an der Visualisierung von Tscheburaschka für den Trickfilm Krokodil Gena des Regisseurs Roman Katschanow im Jahr 1969 beteiligt war.
Er arbeitete außerdem hauptsächlich mit den Regisseuren Lew Atamanow, Iwan Ufimzew und Iwan Aksentschuk zusammen.
Schwarzman illustrierte viele Kinderbücher. Seine Werke waren in zahlreichen Ausstellungen zu sehen.
Er war Mitglied der Russischen Akademie der Filmkunst und der Internationalen Assoziation des Animationsfilms (Asifa).
Schwarzman war einer von mehr als 370 russischen Regisseuren, Produzenten, Drehbuchautoren und Animatoren, die am 26. Februar 2022 in einem offenen Brief die russische Invasion in der Ukraine verurteilten.
Schwarzman war ein „umerzogener“ Linkshänder, er zeichnete aber mit der linken Hand.

### Familie
Im Studio Sojusmultfilm lernte er die Animatorin Tatjana Wladimirowna Dombrowskaja (1925–2021) kennen, die er 1951 heiratete. Die Frisur ihrer Mutter, Nina Franzewna Dombrowska, verwendete er für die Figur des Mütterchens Chapeau Claque.

### Tod
Schwarzman starb am 2. Juli 2022 mit 101 Jahren in einem Moskauer Krankenhaus an Herzstillstand. Am 5. Juli 2022 fand die Begräbnisfeier in der Kirche Sankt Nikolai in Nowaja Sloboda statt und die weltliche Abschiedsfeier im Zentralen Haus des Kinos in Moskau. Beigesetzt wurde er im Dorf Saretschje im Rajon Kirschatsch, Oblast Wladimir.

## Filmografie

### Als Assistent
1. 1948 – Das böse Gewissen
2. 1949 – Tschudesny kolokoltschik (Das Zauberglöckchen)
3. 1950 – Dewotschka w zirke (Das Mädchen im Zirkus)
4. 1950 – Scholty aist (Der gelbe Storch)

### Als Künstlerischer Leiter
1. 1952 – Die feuerrote Blume (Trickfilm)
2. 1954 – Die goldene Antilope
3. 1955 – Der Hund und der Kater
4. 1957 – Die Schneekönigin
5. 1959 – Die Farbendiebe
6. 1961 – Der Schlüssel zum Glück
7. 1962 – Skaska pro tschuschije kraski (Das Märchen von den fremden Farben)
8. 1963 – Prowertje waschi Tschassy (Überprüfen Sie Ihre Uhr)
9. 1964 – Djadja Stojpa – milizioner (Onkel Stjopa ist Milizionär)
10. 1965 – Portret (Das Porträt)
11. 1966 – Poterjalas wnutschka (Die Enkelin ist verlorengegangen)
12. 1967 – Wareschka (Der Fausthandschuh)
13. 1968 – Soperniki
14. 1969 – Krokodil Gena
15. 1970 – Pismo (Der Brief)
16. 1971 – Tscheburaschka
17. 1972 – Mama
18. 1973 – Aurora (Puppentrickfilm)
19. 1974 – Tscheburaschka und Chapeau-Claque
20. 1976–1991 — 38 попугаев (38 Papageien), Filmreihe
21. 1976–1982 – Kotjonok po imeni Gaw (Ein Katerchen namens Gaw), Filmreihe
22. 1978 – Der Hamster und das Murmeltier
23. 1981 – Igel und Schildkröte
24. 1981 – Kak budto (Als ob)
25. 1983 – Tscheburaschka geht zur Schule
26. 1983–1997 – Obesjanki (Die Äffchen), Filmreihe
27. 1988 – Dowertschiwy drakon (Der treuherzige Drache)
28. 1989 – Wsech poimal (Ich habe alle erwischt)
29. 1992 – Sljonok-Turist (Der kleine Elefant als Tourist)
30. 1993 – Derewenski wodewil (ländliches Singspiel)
31. 1994 – Ach, eti Schmurki!
32. 2001 – Dora-Dora Pomidora

### Als Regisseur
1. 1975 – Kak werbljuschonok i oslik b schkolu chodili (Wie das kleine Kamel und das Eselchen in die Schule gingen)
2. 1982 – Kotjonok po imeni Gaw (Ein Katerchen namens Gaw), 5. Teil
3. 1983 – Kindergirlande
4. 1984 – Vorsicht, Affen!, 2. Teil der Filmreihe Die Äffchen
5. 1985 – Die Affen und die Räuber, 3. Teil der Filmreihe Die Äffchen
6. 1987 – Wie die Affen zu Mittag aßen, 4. Teil der Filmreihe Die Äffchen
7. 1988 – Dowertschiwy drakon (Der treuherzige Drache)
8. 1989 – Wsech poimal (Ich habe alle erwischt)
9. 1990 – Newidannaja, neslychannaja (Erstaunlich, unerhört)
10. 1993 – Vorwärts, ihr Affen, 5. Teil der Filmreihe Die Äffchen
11. 1995 – Die Affen in der Oper, 6. Teil der Filmreihe Die Äffchen
12. 1997 – Die Äffchen. Rettungsdienst, 7. Teil der Filmreihe Die Äffchen

### Dokumentarfilme
LeonidSchwarzman war auch in Dokumentarfilmen zu sehen:
- 2001: Mir animazii ili animazii mira (De Welt der Animation oder die Animation der Welt)
- 2003: Skaski i byli (Sojusmultifilm: Märchen und wahre Geschichten)
- 2003: Chudoschnikprofessija i sudba (Künstler – Beruf und Schicksal)
- 2005: Kukly w mire ljudei (Puppen in der Welt der Menschen; aus der Serie Szenarien für Buratino)
- 2006: Fabrik der Wunder
- 2006: Newessomaja schisn (Schwereloses Leben)
- 2020: Eto Edik: Skaska o podarennom i ukradennom detstwe (Das ist Edik: Märchen über die geschenkte und gestolene Kindheit; Film über Eduard Uspenski)

## Auszeichnungen und Ehrungen

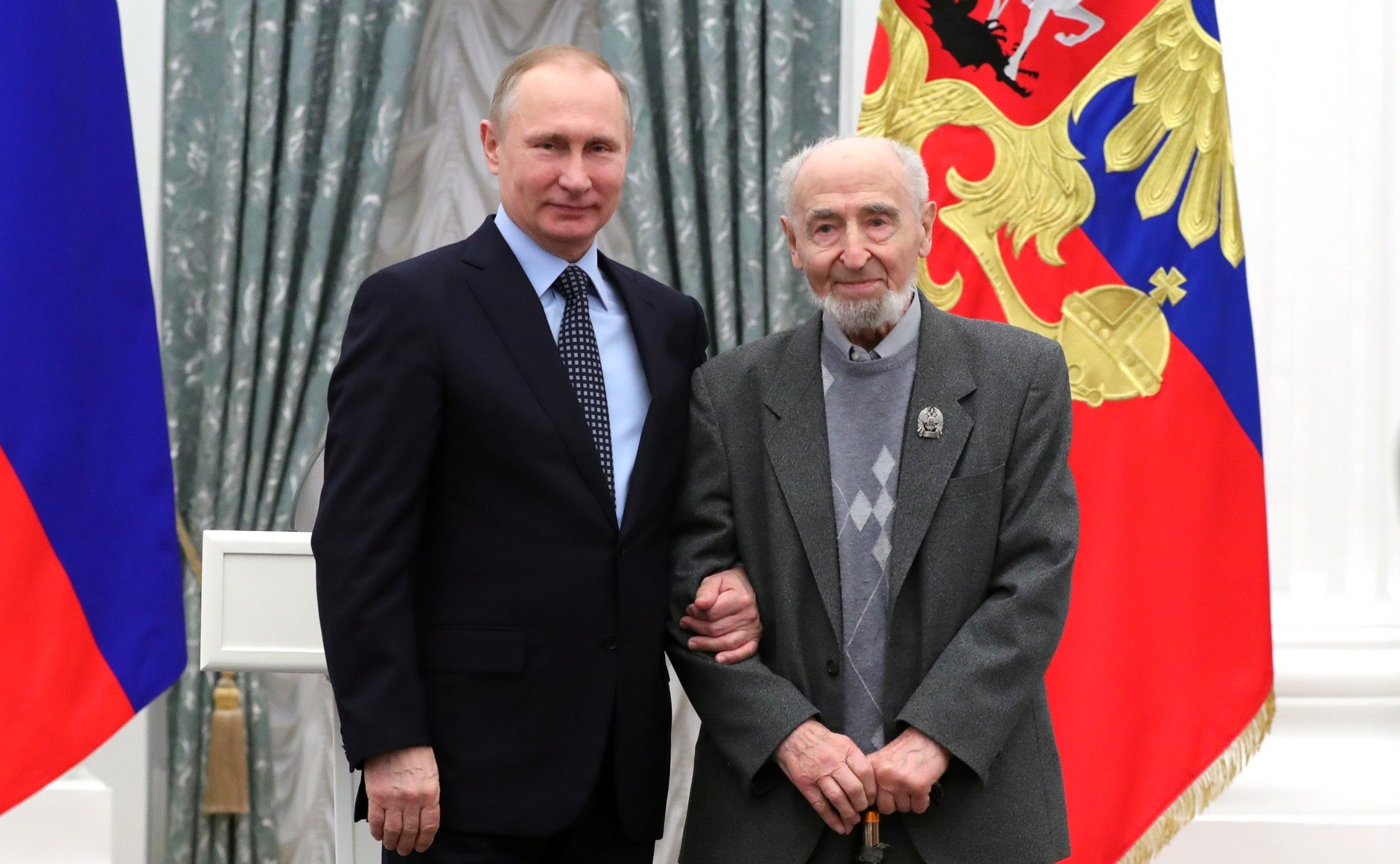
Verleihung des Preises im Bereich Literatur und Kunst für Werke für Kinder und Jugendliche durch den Präsidenten der Russischen Föderation

- Alexander-Newski-Orden (2020) – „für seinen großen Beitrag zur Entwicklung der Kunst und Kultur des Landes und die langjährige fruchtbare Tätigkeit“.[10]
- Medaille „Für die Verteidigung Leningrads“
- Volkskünstler der Russischen Föderation (2002) – Für große Verdienste auf dem Gebiet der Kunst.[11]
- Verdienter Künstler der RSFSR (1981) – Für Verdienste auf dem Gebiet der sowjetischen Filmkunst.[12]
- Preis des Präsidenten der Russischen Föderation auf dem Gebiet von Literatur und Kunst für Werke für Kinder und Jugendliche (2016) – Für seine Beitrag zur Entwicklung der Animationskunst.[13]
- Spezialpreis „Alexei German“ des Nationalen Kinopreises Nika (2021) – für seinen Beitrag zur Filkunst des Landes.[14]
- nationaler Animationspreis Ikarus (2020)[15]

Preise auf Festivals
- 1983: Kindergirlande (zusammen mit Maja Miroschkina) – Preis für den besten Kinderfilm, XIV. Internationales Kurzfilmfestival Tampere
- 1984: Vorsicht, Affen! (zusammen mit Maja Miroschkina) – Preis für den besten Kinderfilm auf dem Gebiet der Animation, Allunionsfilmfestival
- 2006: Preis für seinen Beitrag zum Beruf des Trickfilmers auf dem XI. Öffentlichen russischen Festivals des Animationsfilms in Susdal

Schwarzman war Ehrendirektor des Museums des Animationsfilms in Moskau.